# Grzegorz Muller
Grzegorz Muller (ur. 3 listopada 1973 w Gdyni) – polski lekkoatleta, chodziarz. Brat bliźniak Jacka Mullera.
Zawodnik Lechii Gdańsk. Wicemistrz Europy juniorów (Saloniki 1991) i brązowy medalista mistrzostw świata juniorów (Seul 1992) w chodzie na 10 km. Dwukrotny brązowy medalista mistrzostw Polski w chodzie na 20 kilometrów (Kielce 1993, Kraków 1999).
Rekordy życiowe:
- chód na 20 km - 1:22:38 (1993)
- chód na 50 km - 3:59:08 (2000)